# Љентвора
Љентвора (слч. Lentvora) насељено је мјесто са административним статусом сеоске општине (слч. obec) у округу Лучењец, у Банскобистричком крају, Словачка Република.

## Становништво
| Година:    | 1994. | 2004.   | 2014.   | 2024.    |
| ---------- | ----- | ------- | ------- | -------- |
| Број људи: | 94    | 97      | 95      | 79       |
| Разлика:   |       | +3,19 % | -2,06 % | -16,84 % |

| Година:    | 2023. | 2024.   |
| ---------- | ----- | ------- |
| Број људи: | 77    | 79      |
| Разлика:   |       | +2,59 % |

Према подацима о броју становника из 2011. године насеље је имало 93 становника.